# Сафиев, Надир Алишевич
Надир Алишевич (Александрович) Сафиев (18 февраля 1930, Кировабад — 22 июля 2015, Москва) — русский советский прозаик-очеркист, журналист, мемуарист.

## Биография
Надир Сафиев родился в Азербайджане. Его мать, Гонча Гаджиева, была дочерью коллежского асессора Мирзы Керим-бека Гаджиева и племянницей классика азербайджанской литературы Абдуррагим-бека Ахвердиева. Умерла при родах, когда Надиру было 8 лет. Отец, Алиш Надир-оглы Сафиев, выпускник Горийской семинарии, учитель русского языка, скончался в 1947 году.
После окончания средней школы Надир поступил в Бакинское мореходное училище, а в начале 1950-х годов переехал в Эстонию: окончил Таллинское мореходное училище, отделение судостроения, прошёл морскую школу. По собственным словам, ещё в Эстонии занимался вокалом у знаменитого оперного певца Тийта Куузика.
В 1956 году Надир приехал в Москву поступать в Консерваторию. Первая попытка оказалась неудачной, но Надир познакомился с пианисткой Евгенией Наумовной Брук, аккомпанировавшей ему на прослушивании. Евгения Наумовна взяла над ним опеку и через несколько дней, после повторного прослушивания перед деканом, Надир был зачислен на оперное отделение. Евгения Наумовна помогла и с проживанием: Надир снял «угол» в одном из старинных домов на Композиторской улице в районе Арбата, у её соседки по Собачьей Площадке, Домны Филипповны, перебравшейся в город крестьянки.

Отчётливо виден срез эпохи — Домны оторвались от своих деревенских домов и волею стального монстра индустриализации уплотнили и освоили арбатские особнячки…
Надир Сафиев, обладатель оперного голоса и арбатский дэнди 1950-х, зарабатывавший перепиской нот, знал на Арбате сотни приличных людей, из которых десяток-другой принадлежал к мировой художественной элите. Все друг друга знали, Рихтер раскланивался с Домной Филипповной, все встречались на концертах Рихтера в Большом зале.
— Ли Син (Дмитрий Лисин)
Удалось решить проблему и с регистрацией: хороший знакомый отца, поэт и журналист Владимир Луговской, прописал Надира в своей квартире на Тверской улице.
Надир крепко сдружился со всей семьёй Евгении Наумовны, в особенности с её сыном, начинающим актёром и будущим знаменитым артистом театра и кино Валентом Никулиным. Однако с педагогами отношения не заладились, и через год Надир покинул Консерваторию. Надир перевёлся на театроведческий факультет ГИТИСа и успешно его закончил.
После окончания института работал в литературном отделе театра «Современник». На всю жизнь сохранил приятельские отношения с Галиной Волчек и её сыном Денисом Евстигнеевым, Игорем Квашой, Валентином Гафтом. Писал о театре, затем решил попробовать силы в хорошо знакомой морской тематике. Первые сюжеты своих морских рассказов Надир взял из эстонского периода жизни. Вскоре писательство привело его в редакцию журнала «Вокруг света».

### Журнал «Вокруг света»
В журнале «Вокруг света» Надир Сафиев проработал почти 35 лет, с 1970 по 1999 годы в качестве постоянного сотрудника. Долгое время работал в отделе «Наша Родина» под началом Лидии Чешковой.

Множество собственных очерков и отредактированных материалов вышло из-под его пера — не в переносном смысле, а в прямом: он работал в редакции перьевой авторучкой, и только собственные сочинения печатал дома на портативной машинке. Если Сафиев чувствовал в авторе искру божью, он вживался в его текст и доводил его до совершенства, как свой собственный. Так было, например, с очерками учёного-гляциолога Игоря Зотикова, генерала-танкиста Николая Орлова, океанолога Владимира Грищенко, врача Владимира Шинкаренко… Полярный исследователь и путешественник Виктор Боярский, которого именно Сафиев «раскачал» на большой очерк «Семь месяцев бесконечности», издал впоследствии под таким названием книгу, не забыв указать, что удачный заголовок придумал его друг, писатель Надир Сафиев.
— Александр Полещук
Каждый год Надир Сафиев отправлялся в командировку за очередным очерком. Он посещал стройки Дальнего Востока и Сибири, некоторые по несколько раз. По словам Александра Полещука, очерки Сафиева этого периода наполнены живыми персонажами, убедительными конфликтами, достоверными жизненными подробностями. Эти тексты нисколько не напоминают «производственные статьи» или «бодрые комсомольские репортажи».
Больше всего Сафиев любил выезды на моря: Балтийское — в Ленинград или в Эстонию, и Японское — во Владивосток. Его морские очерки — это «густая» литература, насыщенная деталями, изысканно художественная, но при этом не содержащая вымысла. Герои очерков Сафиева — труженики моря: лоцманы и капитаны, курсанты и рыбаки, полярники и учёные. Сафиев тщательно прорисовывает исторический и природный контекст, мастерски выстраивает мизансцены, проводит своих героев через различные испытания, проявляющие их характеры.
В 1980-е годы и в постсоветской России, когда постепенно открылись границы, Сафиев получил возможность выезжать и в западные страны: побывал во Франции, в Италии, на Кипре, в Сан-Франциско, на Гавайях, сходил на паруснике «Крузенштерн» в Северную Европу. В 1999 году вышел на пенсию, чтобы вплотную заняться главной книгой своей жизни.

### «Повести арбатского жильца»
Книга «Повести арбатского жильца» вышла в конце 2012 года в московском издательстве «Ключ-С». Книга состоит из трёх частей: «Собачья Площадка», «Винтовая лестница» и «Верноподданный неведомой страны». Первая редакция «Собачьей Площадки», посвящённая приезду автора в Москву и его жизни в арбатских переулках до их сноса бульдозерами, была опубликована ещё в начале 1990-х годов в литературном альманахе «Дядя Ваня». Она же вызвала наиболее оживлённый отклик критиков и читателей. В последующих двух частях своего повествования автор следует за бывшими соседями, эмигрировавшими — один в Америку, другой в Германию — и вместе с этими героями мысленно возвращается к утраченному миру Старого Арбата.
Книга «Повести арбатского жильца» снискала значительный читательский успех, заняв второе место в рейтинге книжного магазина «Москва» на рождественской неделе.

«Повести арбатского жильца» Надира Сафиева, бытописание московской жизни, где наряду с панибратскими топонимами, заканчивающимися на «ка», так же по-столичному уменьшительно все называют друг друга, и если Андрюша, то Тарковский, а если Булатик, то тоже понятно какой.
— Наталья Бабинцева
Критик Константин Мильчин охарактеризовал книгу, как воспоминания «о мире, который был уничтожен Калининским проспектом»:

Это крайне редкий в современной литературе пример восторженно-волшебного мемуара о Москве, когда молодой автор попадает в сказочный мир великого города с великими людьми. У нас такие книги все больше про Нью-Йорк выходят.
— Константин Мильчин
Громадное внимание Сафиев-мемуарист уделяет деталям, в особенности вещам.

Приятнейший момент повествования — судьбы английского пиджака, эстонских ботинок, шведского пальто автора, кои предметы надо бы назвать с большой буквы, настолько большое влияние имели подобные вещи в судьбе героя. Ну, или ему так казалось.
— Ли Син (Дмитрий Лисин)
Тепло отозвались на книгу Надира Сафиева его друзья-артисты. По мнению Галины Волчек, в прошлом жительницы арбатских переулков, Сафиев «вобрал в себя весь Арбат», а его проза «полна нелобовых ассоциаций». Валентин Гафт выделяет в книге «эффект присутствия автора» и ставит Сафиеву в заслугу то, что авторскому вымыслу он предпочитает «художественное преодоление реальности, которое так и просится быть инсценированным».
«Повести арбатского жильца» вошли в «длинный список» литературной премии «Большая книга» за 2012—2013 год.

## Произведения
- Произведения на Лаборатория Фантастики

### Книги
- Сафиев, Надир. Повести арбатского жильца. — 2-е, испр.. — М.: Ключ-С, 2013. — 379 с. — ISBN 978-5-93136-208-3.
  - Сафиев, Надир. Повести арбатского жильца. — М.: Ключ-С, 2012. — 379 с. — ISBN 978-5-93136-186-4.
    - Надир Сафиев. Собачья Площадка. Повесть временного жильца // Дядя Ваня (литературный альманах)  / гл. ред. В. Шугаев, отв. за номер Н. Музруков. — М.: Чеховское общество, 1992—1993. — Вып. 4. — С. 3—123. — ISBN 0132-8204.
- Сафиев, Надир. Круг кита. — М.: Молодая гвардия, 1984. — 287 с.
- Сафиев, Надир. Лунный парус. — М.: Молодая гвардия, 1980. — 206 с.
- Сафиев, Надир. Ночи без причалов. — М.: Молодая гвардия, 1977. — 159 с.

### Журнальные публикации

#### Смена
- Победа молодых (эссе) // Смена. — 1960. — № 17 (799).

#### Вокруг света
Очерки
- Большой порог // Вокруг света. — 1966. — Май (№ 5).
- Выхожу на большое разводье… // Вокруг света. — 1967. — Январь (№ 1).
- Здесь, над лиственкой, неба много // Вокруг света. — 1967. — Июль (№ 7).
- Лапландец // Вокруг света. — 1968. — Апрель (№ 4).
- Синяя весна // Вокруг света. — 1968. — Июль (№ 7).
- На гребне весны // Вокруг света. — 1968. — Сентябрь (№ 9).
- Дендролог Паша // Вокруг света. — 1968. — Декабрь (№ 12).
- Ночи без причалов // Вокруг света. — 1970. — Январь (№ 1).
- Квадрат в океане // Вокруг света. — 1970. — Апрель (№ 4).
- Изба 509 // Вокруг света. — 1970. — Сентябрь (№ 9).
- Скрип старых дверей // Вокруг света. — 1970. — Декабрь (№ 12).
  - Скрип старых дверей // Сто народов, сто языков  / под. ред. Л. М. Минца. — М.: Просвещение, 1992. — ISBN 5-09-003499-0.
- Получасовая готовность // Вокруг света. — 1971. — Апрель (№ 4).
- Поиски первого дня // Вокруг света. — 1971. — Май (№ 5).
- Большая поправка лоции // Вокруг света. — 1972. — Май (№ 5).
  - Большая поправка лоции // Бригантина 72-73. — М.: Молодая гвардия, 1973.
- Обыкновенный человек Петерис Упитис // Вокруг света. — 1972. — Сентябрь (№ 9).
- Сполохи над Кольским // Вокруг света. — 1973. — Июнь (№ 6).
- На фарватере Читтагонга // Вокруг света. — 1973. — Декабрь (№ 12).
- В стороне от фарватера // Вокруг света. — 1974. — Август (№ 8).
- Лагерь на берегу Гилюя // Вокруг света. — 1974. — Ноябрь (№ 11).
- Эксперимент в проливе Дрейка // Вокруг света. — 1976. — Май (№ 5).
- Старое дерево не устаёт // Вокруг света. — 1976. — Сентябрь (№ 9).
- Мое яблоко на Ургале // Вокруг света. — 1977. — Февраль (№ 2).
- Ценю надёжность // Вокруг света. — 1978. — Апрель (№ 4).
- Мне снятся костры… // Вокруг света. — 1978. — Октябрь (№ 10).
- Твой остров и чайки // Вокруг света. — 1979. — Январь (№ 1).
- Флаговый корабль // Вокруг света. — 1979. — Апрель (№ 4).
- Колокола Длуги-Тарг // Вокруг света. — 1979. — Июль (№ 7).
- Ни одной пропавшей улицы // Вокруг света. — 1980. — Январь (№ 1).
- Кувшин Берёзовой воды // Вокруг света. — 1980. — Октябрь (№ 10).
  - Кувшин Берёзовой воды // Сто народов, сто языков  / под. ред. Л. М. Минца. — М.: Просвещение, 1992. — ISBN 5-09-003499-0.
- Вкус осеннего шиповника // Вокруг света. — 1981. — Апрель (№ 4).
- Пять фотографий Василия Стукалова, матроса и адмирала // Вокруг света. — 1981. — Июнь (№ 6).
- Гость из сорок первого года // Вокруг света. — 1981. — Ноябрь (№ 11).
- Берег костров // Вокруг света. — 1982. — Июнь (№ 6).
- Городской пейзаж с архитектором // Вокруг света. — 1982. — Октябрь (№ 10).
- Письмо солдата // Вокруг света. — 1985. — Май (№ 5).
- Салака с брусничным вареньем // Вокруг света. — 1986. — Март (№ 3).
- Два полюса воспоминаний // Вокруг света. — 1986. — Июль (№ 7).
- Кафе двух сестёр // Вокруг света. — 1987. — Декабрь (№ 12).
- С полюса на полюс // Вокруг света. — 1988. — Июнь (№ 6).
- Набросок к польскому пейзажу // Вокруг света. — 1988. — Декабрь (№ 12).
- Меня всегда согревал холод Эстонии // Вокруг света. — 1989. — Ноябрь, Декабрь (№ 11, 12).
- Ужин на Монмартре // Вокруг света. — 1995. — Май (№ 5).
- В галантном, уверенном Сан-Франциско // Вокруг света. — 1997. — Август (№ 8).
- Остров, окликнутый богами // Вокруг света. — 1999. — Май-июнь (№ 5—6).

Репортажи
- Дороги не кончаются // Вокруг света. — 1971. — Ноябрь (№ 11).
- Диалог о погружении // Вокруг света. — 1973. — Май (№ 5).
- Первый ледоход // Вокруг света. — 1973. — Ноябрь (№ 11).
- Острова уходят в плавание // Вокруг света. — 1975. — Сентябрь (№ 9).
- У ворот в четыре океана // Вокруг света. — 1976. — Январь (№ 1).
- На Зее считали дни // Вокруг света. — 1976. — Февраль (№ 2).
- Окна выходят на Бурею // Вокруг света. — 1976. — Ноябрь (№ 11).
- В поисках ветра // Вокруг света. — 1977. — Сентябрь (№ 9).
  - В поисках ветра // Человек открывает Землю  / сост. А. А. Полещук. — М.: Мысль, 1986.
- Мосты, ведущие к океану // Вокруг света. — 1977. — Ноябрь (№ 11).
- Белое поле «Ленинграда» // Вокруг света. — 1979. — Сентябрь (№ 9).
- Острова залива Петра Великого // Вокруг света. — 1979. — Декабрь (№ 12).
- В полосе муссонных дождей // Вокруг света. — 1980. — Июнь (№ 6).
- Новая поправка лоции // Вокруг света. — 1981. — Январь (№ 1).
- Дважды один рейс // Вокруг света. — 1983. — Январь (№ 1).
- Полчаса нелишнего времени // Вокруг света. — 1984. — Апрель (№ 4).
- В двух шагах от Дуная // Вокруг света. — 1984. — Сентябрь (№ 9).
- За кромкой бирюковского берега // Вокруг света. — 1986. — Октябрь (№ 10).

Интервью
- Через высокие широты // Вокруг света. — 1973. — Февраль (№ 2).
- Ноль часов по Гринвичу // Вокруг света. — 1977. — Май (№ 5).
- Высокоширотный вариант // Вокруг света. — 1978. — Январь (№ 1).

Прочее
- Уважаемый читатель! // Вокруг света. — 1998. — Июнь (№ 6).

## Личные качества и частная жизнь
Покинув Азербайджан в ранней юности, Надир Сафиев «оторвался от корней», сформировавшись как личность под влиянием сначала таллинской, а затем — и самым решительным образом — московской культурной среды.

Надиру Александровичу (вероятно, выбор им русского отчества для обиходного общения не был случаен: впоследствии, когда он крестился, взял имя Александр) была свойственна некоторая театральность: красивый голос баритонально-басового тембра с модуляциями, неожиданные реплики, сопровождаемые раскатистым смехом, негромкое гудение итальянских оперных арий.
— Александр Полещук, главный редактор журнала «Вокруг света» в 1982-2000 годах

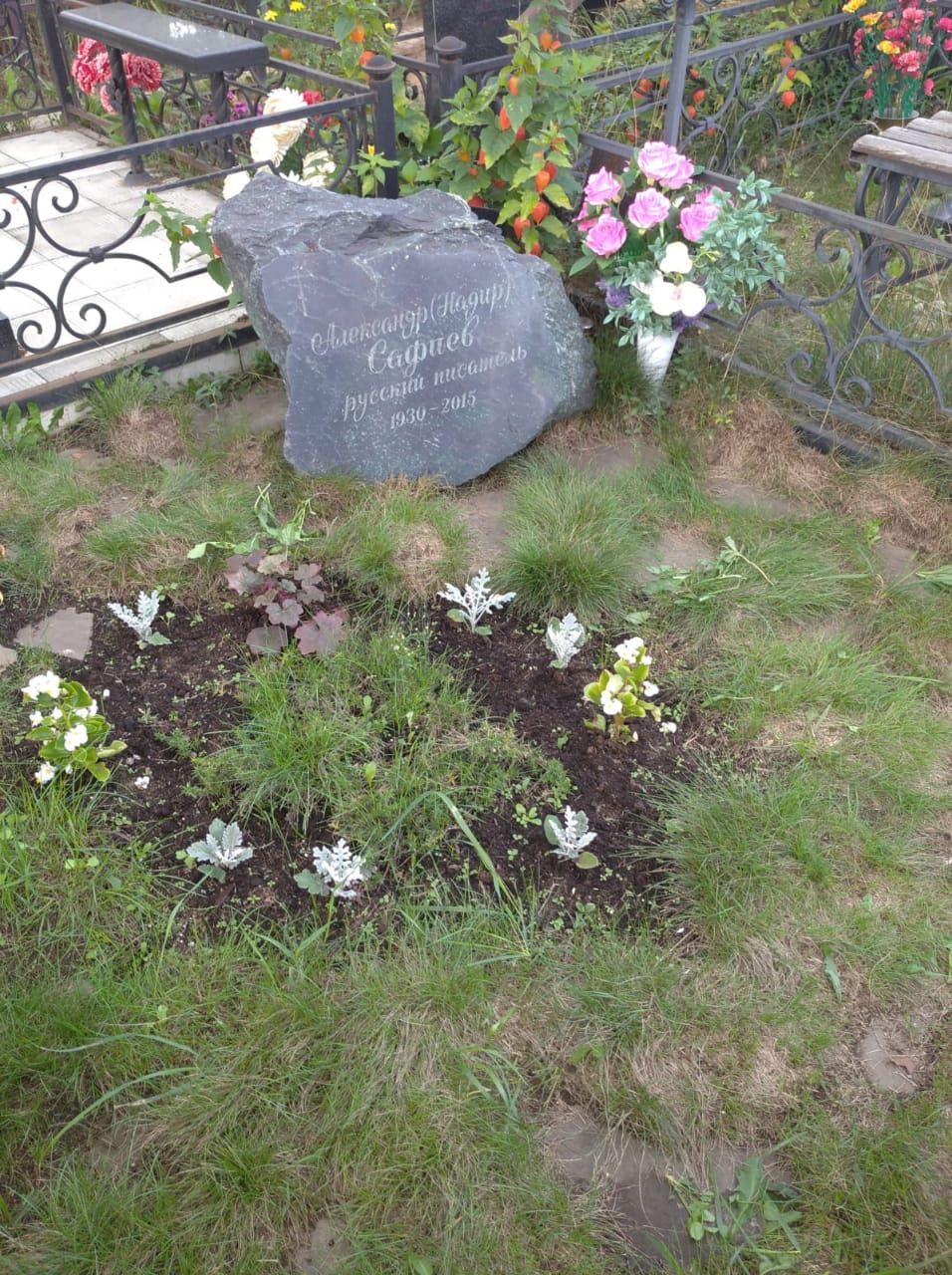
Могила Надира Сафиева на Ново-Люберецком кладбище, 2016

Его подруга Людмила Корина отзывалась о нём так:

Личность — гордыня, отстранённость, эгоизм, но и трудолюбие, ответственность, самодисциплина. Театральность в поведении, потребность выражать свои мысли устно и письменно. Любовь к путешествиям. Щедрость к друзьям.

Прожил жизнь беспартийным холостяком. После разрушения Собачьей Площадки жил у свежепроложенного проспекта Калинина (ныне Новый Арбат) в переулке Сивцев Вражек недалеко от «Московского дома книги», затем в районе Сокол на Песчаной улице. В середине 1970-х при содействии писателя и литературного функционера Сергея Смирнова получил от журнала «Вокруг света» квартиру на улице Павла Корчагина, возле ВДНХ.
В середине 1980-х годов вступил в Союз писателей СССР, когда членство в нём уже не давало никаких привилегий.
Надир Сафиев умер 22 июля 2015 года в Москве. Похоронен на Ново-Люберецком кладбище, сектор 11.

## Видео
- Телеканал «Культура». Каждый выбирает для себя… Валентин Никулин. Смотрим.ру (2007).